# Галофрины
Галофрины (лат. Halophryne) — род морских лучепёрых рыб из семейства батраховых (Batrachoididae). Латинское название рода образовано от греч. θάλασσα — море и др.-греч. φρύνος — жаба. Представители рода распространены в Индо-Тихоокеанской области (прибрежные воды от Китая до Австралии). Полосатая галофрина обычна также в нижнем течении Меконга, в зоне действия приливов. Длина тела составляет от 14,1 до 28 см. Это придонные хищные рыбы, поджидающие добычу в засаде. Охранный статус представителей рода не определён, они безвредны для людей. Не являются объектами промысла, кроме полосатой галофрины, которая является объектом местного промысла.

## Классификация
На январь 2019 года в род включают 4 вида:
- Halophryne diemensis (Lesueur, 1824) — Полосатая галофрина[1]
- Halophryne hutchinsi D. W. Greenfield, 1998
- Halophryne ocellatus Hutchins, 1974
- Halophryne queenslandiae (De Vis, 1882)